# Orestes Rodríguez
Pour les articles homonymes, voir Rodríguez.
Orestes Rodríguez Vargas est un joueur d'échecs péruvien puis espagnol, né le 4 juillet 1943 à Lima et mort le 17 novembre 2024 à Barcelone et affilié à la fédération espagnole des échecs depuis 1992.

## Carrière aux échecs
Orestes Rodríguez remporte le championnat du Pérou cinq fois de suite de 1968 à 1972. Il finit 1er-3e du championnat panaméricain en 1970 (deuxième au départage) à La Havane. Il est vainqueur au départage du tournoi international de Reggio Emilia 1974-1975.
Rodríguez représente le Pérou lors de six olympiades : cinq fois au premier échiquier (en 1964, 1970, 1972, 1978 et 1986), puis au deuxième échiquier en 1988. En 1992, il joue au quatrième échiquier de l'équipe d'Espagne. Lors de ses sept participations, il marque 59 points sur 90 (plus de 65 % des points) et remporte la médaille d'argent au premier échiquier à l'Olympiade d'échecs de 1978 à Buenos Aires..
Grand maître international depuis 1978, il atteint la demi-finale de la Coupe d'Europe des clubs d'échecs en 1984 avec l'équipe de Barcelone. Lors du championnat d'Europe par équipe senior de 2007, Orestes Rodriguez marque 8,5 points sur 9 (il jouait dans l'équipe de Catalogne).